# Lista de artilheiros do Campeonato Brasileiro de Futebol

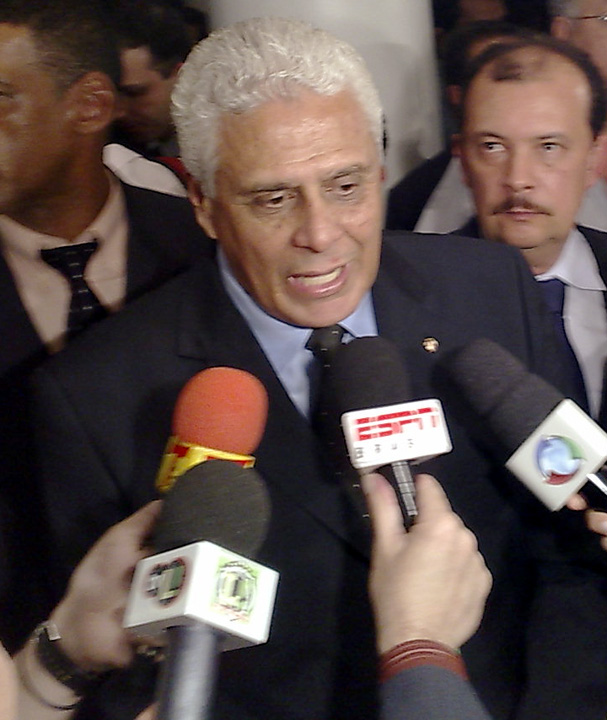
Roberto Dinamite é o maior artilheiro da história do Campeonato Brasileiro, com 190 gols.

Essa é a lista dos artilheiros do Campeonato Brasileiro de Futebol, também conhecido como Campeonato Brasileiro, Brasileirão e Série A, liga brasileira de futebol profissional entre clubes do Brasil, sendo a principal competição futebolística no país. É por meio dela que são indicados os representantes brasileiros para a Copa Libertadores da América (juntamente com o campeão da Copa do Brasil). O troféu de artilheiro do Campeonato Brasileiro é denominado "Troféu Roberto Dinamite", em homenagem ao maior marcador da história do campeonato.
O primeiro jogador a ser artilheiro do Campeonato Brasileiro foi um atacante chamado Paulista, em 1937, com 8 gols, jogando pelo Atlético Mineiro, que sagrou-se campeão daquela edição. Desde então, o artilheiro jogando pelo time campeão da edição se repetiu outras 21 vezes.
Roberto Dinamite é o jogador com maior número de gols na história do Campeonato Brasileiro: foram 190 gols em 328 jogos, atuando pelo Vasco da Gama entre 1971 e 1992. Edmundo detém o recorde de maior número de gols em uma só edição no formato mata-mata: 29 gols e de mais gols em uma única partida: 6 gols. Washington detém o recorde de maior número de gols em uma só edição: 34 no ano de 2004.

## Artilharia geral
Legenda
- Negrito indica os jogadores que ainda estão em atividade.
- Itálico indica os jogadores que ainda estão em atividade em outras ligas.

 Atualizado em 21 de maio de 2023.
| Pos. | Jogador             | Gols | Jogos | Média | Primeira | Última       | Clube(s) |
| ---- | ------------------- | ---- | ----- | ----- | -------- | ------------ | --- |
| 1    | Roberto Dinamite    | 190  | 328   | 0.58  | 1971     | 1992         | Vasco da Gama e Portuguesa (1989) |
| 2    | Fred                | 158  | 343   | 0.46  | 2004     | 2022         | Cruzeiro, Fluminense, Atlético Mineiro                                                                                                   |
| 3    | Romário             | 154  | 251   | 0.61  | 1985     | 2007         | Vasco da Gama, Flamengo, Fluminense |
| 4    | Edmundo             | 153  | 316   | 0.48  | 1992     | 2008         | Vasco da Gama, Palmeiras, Flamengo, Cruzeiro, Fluminense                                                                                 |
| 5    | Zico                | 135  | 249   | 0.54  | 1971     | 1989         | Flamengo |
| 6    | Diego Souza         | 130  | 472   | 0.28  | 2003     | 2021         | Vasco da Gama, Fluminense, Flamengo, Grêmio, Palmeiras, Atlético Mineiro, Sport, Cruzeiro, São Paulo, Botafogo                           |
| 7    | Túlio Maravilha     | 129  | 241   | 0.54  | 1988     | 2005         | Goiás, Botafogo, Corinthians, Vitória, São Caetano, Juventude                                                                            |
| 8    | Serginho Chulapa    | 127  | 184   | 0.69  | 1974     | 1990         | São Paulo, Santos, Corinthians |
| 8    | Dadá Maravilha      | 127  | 240   | 0.53  | 1971     | 1985         | Atlético Mineiro, Flamengo, Sport, Internacional, Paysandu, Náutico, Santa Cruz, Bahia, Goiás, Coritiba                                  |
| 9    | Washington          | 126  | 201   | 0.63  | 1999     | 2010         | Paraná, Ponte Preta, Athletico Paranaense, Fluminense, São Paulo                                                                         |
| 10   | Gabigol             | 118  | 285   | 0.42  | 2013     | Em atividade | Santos, Flamengo, Cruzeiro |
| 11   | Luís Fabiano        | 116  | 212   | 0.55  | 1998     | 2017         | Ponte Preta, São Paulo, Vasco da Gama |
| 12   | Paulo Baier         | 108  | 404   | 0.27  | 1997     | 2014         | Athletico Paranaense, Atlético Mineiro, Botafogo, Vasco da Gama, Goiás, Palmeiras, Sport                                                 |
| 12   | Wellington Paulista | 108  | 435   | 0.25  | 2006     | 2023         | Paraná, Santos, Botafogo, Cruzeiro, Palmeiras, Criciúma, Internacional, Fluminense, Ponte Preta, Chapecoense, Fortaleza, América Mineiro |
| 13   | Alecsandro          | 105  | 330   | 0.32  | 2001     | 2019         | Internacional, Vasco da Gama, Atlético Mineiro, Flamengo, Palmeiras, Coritiba, CSA                                                       |
| 14   | Kléber Pereira      | 102  | 195   | 0.52  | 1999     | 2010         | Athletico Paranaense, Santos, Internacional, Vitória                                                                                     |
| 15   | Pelé                | 101  | 173   | 0.58  | 1959     | 1974         | Santos |

## Por edição

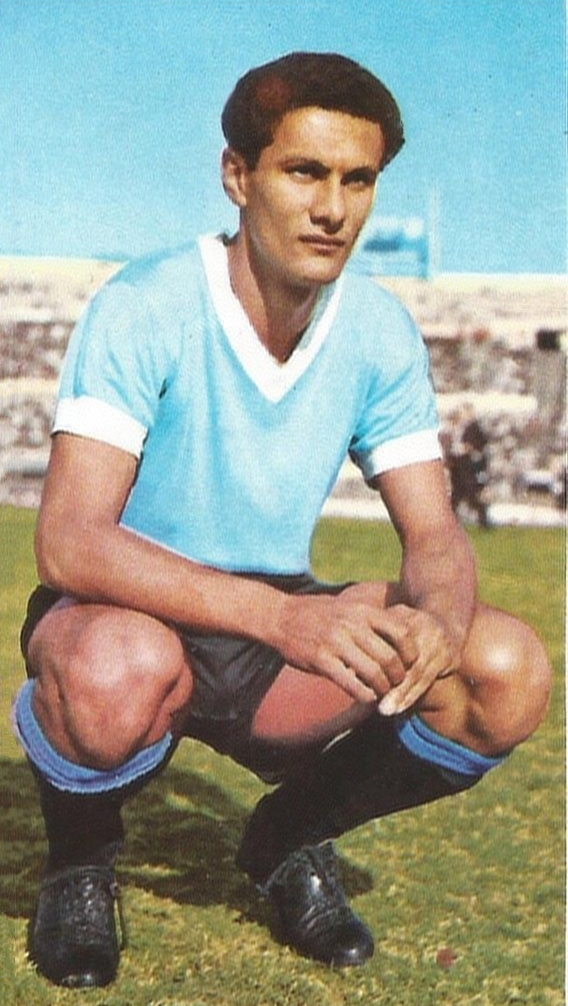
O uruguaio Pedro Rocha, foi o primeiro artilheiro estrangeiro, da história do Campeonato Brasileiro em 1972, tendo seu feito igualado em 2022, pelo argentino Germán Cano.

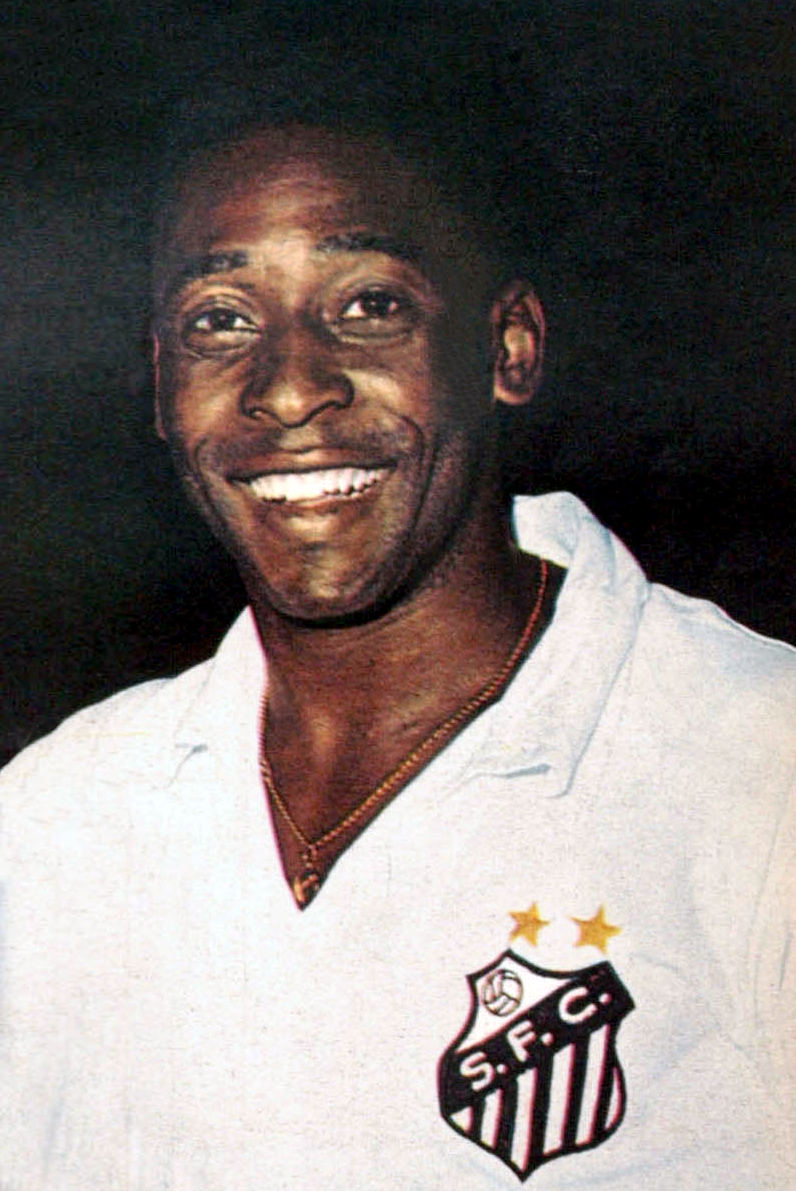
Pelé, considerado o atleta do século passado, foi artilheiro do Campeonato Brasileiro, nas edições de 1961 e 1964, quando também se sagrou Campeão Brasileiro, algo que historicamente ocorreu 22 vezes.

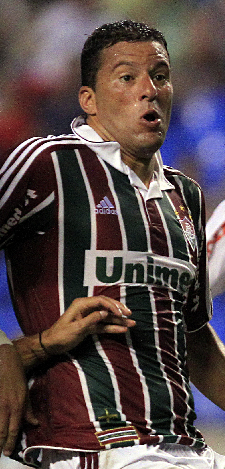
Washington detém o recorde, de gols em uma única edição, do Campeonato Brasileiro, com 34 gols em 2004.

| Jogador (X) | Nome do jogador e número de vezes que ele foi o artilheiro (quando mais de uma vez) |
| Jogos       | Número de partidas que o jogador fez na competição                                  |
| Média       | A proporção de gols por jogo do artilheiro daquela edição                           |
| †           | Indica vários artilheiros na mesma edição                                           |
| §           | Denota o clube que foi Campeão Brasileiro na temporada (22 vezes)                   |
| #           | Recorde do Campeonato Brasileiro de Futebol                                         |

 Atualizado em 7 de dezembro de 2023.
| Edição      | Jogador               | Nacionalidade | Clube                | Gols | Jogos | Média | Ref.          |
| ----------- | --------------------- | ------------- | -------------------- | ---- | ----- | ----- | ------------- |
| 1937        | Paulista              | Brasil        | Atlético Mineiro§    | 8    | 6     | 1.33  | [ 10 ]        |
| 1959        | Léo Briglia           | Brasil        | Bahia§               | 8    | 14    | 0.57  | [ 11 ]        |
| 1960        | Bececê                | Brasil        | Fortaleza            | 8    | 10    | 0.80  | [ 12 ]        |
| 1961        | Pelé                  | Brasil        | Santos§              | 7    | 10    | 0.70  | [ 13 ]        |
| 1962        | Coutinho              | Brasil        | Santos§              | 7    | 5     | 1.40  | [ 14 ]        |
| 1963        | Ruiter                | Brasil        | Confiança            | 9    | 3     | 3.00# | [ 15 ]        |
| 1964        | Pelé (2)              | Brasil        | Santos§              | 7    | 6     | 1.17  | [ 13 ]        |
| 1965        | Bita                  | Brasil        | Náutico              | 9    | 9     | 1.00  | [ 12 ] [ 16 ] |
| 1966†       | Toninho Guerreiro     | Brasil        | Santos               | 10   | 5     | 2.00  | [ 13 ]        |
| 1966†       | Bita (2)              | Brasil        | Náutico              | 10   | 8     | 1.25  | [ 17 ]        |
| TB - 1967   | Chicletes             | Brasil        | Treze                | 9    | 10    | 0.90  | [ 18 ]        |
| RGP - 1967† | César Maluco          | Brasil        | Palmeiras§           | 15   | 10    | 1.50  | [ 19 ]        |
| RGP - 1967† | Ademar Pantera        | Brasil        | Flamengo             | 15   | 14    | 1.07  | [ 20 ]        |
| TB - 1968   | Ferretti              | Brasil        | Botafogo§            | 7    | 6     | 1.16  | [ 21 ]        |
| RGP - 1968  | Toninho Guerreiro (2) | Brasil        | Santos§              | 18   | 14    | 1.28  | [ 22 ] [ 23 ] |
| 1969        | Edu Coimbra           | Brasil        | America              | 14   | 9     | 1.55  | [ 24 ]        |
| 1970        | Tostão                | Brasil        | Cruzeiro             | 12   | 18    | 0.67  | [ 25 ]        |
| 1971        | Dadá Maravilha        | Brasil        | Atlético Mineiro§    | 15   | 27    | 0.55  | [ 26 ]        |
| 1972†       | Dadá Maravilha (2)    | Brasil        | Atlético Mineiro     | 17   | 28    | 0.61  | [ 27 ]        |
| 1972†       | Pedro Rocha           | Uruguai       | São Paulo            | 17   | 18    | 0.94  | [ 28 ]        |
| 1973        | Ramón                 | Brasil        | Santa Cruz           | 21   | 34    | 0.62  | [ 29 ]        |
| 1974        | Roberto Dinamite      | Brasil        | Vasco da Gama§       | 16   | 26    | 0.61  | [ 30 ]        |
| 1975        | Flávio Minuano        | Brasil        | Internacional§       | 16   | 25    | 0.64  | [ 31 ]        |
| 1976        | Dadá Maravilha (3)#   | Brasil        | Internacional§       | 16   | 21    | 0.76  | [ 32 ]        |
| 1977        | Reinaldo              | Brasil        | Atlético Mineiro     | 28   | 18    | 1.55  | [ 33 ]        |
| 1978        | Paulinho              | Brasil        | Vasco da Gama        | 19   | 30    | 0.63  | [ 34 ]        |
| 1979        | César                 | Brasil        | America              | 13   | 16    | 0.81  | [ 35 ]        |
| 1980        | Zico                  | Brasil        | Flamengo§            | 21   | 19    | 1.10  | [ 36 ]        |
| 1981        | Nunes                 | Brasil        | Flamengo             | 16   | 17    | 0.94  | [ 37 ]        |
| 1982        | Zico (2)              | Brasil        | Flamengo§            | 21   | 23    | 0.91  | [ 38 ]        |
| 1983        | Serginho Chulapa      | Brasil        | Santos               | 22   | 21    | 1.05  | [ 39 ]        |
| 1984        | Roberto Dinamite (2)  | Brasil        | Vasco da Gama        | 16   | 19    | 0.84  | [ 40 ]        |
| 1985        | Edmar                 | Brasil        | Guarani              | 20   | 26    | 0.77  | [ 41 ]        |
| 1986        | Careca                | Brasil        | São Paulo§           | 25   | 28    | 0.89  | [ 42 ]        |
| 1987        | Müller                | Brasil        | São Paulo            | 10   | 17    | 0.59  | [ 43 ]        |
| 1988        | Nílson                | Brasil        | Internacional        | 15   | 23    | 0.65  | [ 44 ]        |
| 1989        | Túlio Maravilha       | Brasil        | Goiás                | 11   | 18    | 0.61  | [ 45 ]        |
| 1990        | Charles               | Brasil        | Bahia                | 11   | 21    | 0.52  | [ 46 ]        |
| 1991        | Paulinho McLaren      | Brasil        | Santos               | 15   | 16    | 0.94  | [ 47 ]        |
| 1992        | Bebeto                | Brasil        | Vasco da Gama        | 18   | 25    | 0.72  | [ 48 ]        |
| 1993        | Guga                  | Brasil        | Santos               | 15   | 17    | 0.88  | [ 49 ]        |
| 1994†       | Amoroso               | Brasil        | Guarani              | 19   | 26    | 0.73  | [ 50 ]        |
| 1994†       | Túlio Maravilha (2)   | Brasil        | Botafogo             | 19   | 25    | 0.76  | [ 51 ]        |
| 1995        | Túlio Maravilha (3)#  | Brasil        | Botafogo§            | 23   | 25    | 0.92  | [ 52 ]        |
| 1996†       | Paulo Nunes           | Brasil        | Grêmio§              | 16   | 27    | 0.59  | [ 53 ]        |
| 1996†       | Renaldo               | Brasil        | Atlético Mineiro     | 16   | 20    | 0.80  | [ 54 ]        |
| 1997        | Edmundo               | Brasil        | Vasco da Gama§       | 29   | 28    | 1.03  | [ 55 ]        |
| 1998        | Viola                 | Brasil        | Santos               | 21   | 28    | 0.75  | [ 56 ]        |
| 1999        | Guilherme             | Brasil        | Atlético Mineiro     | 28   | 27    | 1.04  | [ 57 ]        |
| 2000        | Adhemar               | Brasil        | São Caetano          | 22   | ?     | ?     | [ 58 ]        |
| 2001        | Romário               | Brasil        | Vasco da Gama        | 21   | 18    | 1.16  | [ 59 ]        |
| 2002†       | Luís Fabiano          | Brasil        | São Paulo            | 19   | 23    | 0.83  | [ 60 ]        |
| 2002†       | Rodrigo Fabri         | Brasil        | Grêmio               | 19   | 27    | 0.70  | [ 61 ]        |
| 2003        | Dimba                 | Brasil        | Goiás                | 31   | 41#   | 0.76  | [ 62 ]        |
| 2004        | Washington            | Brasil        | Athletico Paranaense | 34#  | 38    | 0.89  | [ 63 ]        |
| 2005        | Romário (2)           | Brasil        | Vasco da Gama        | 22   | 30    | 0.73  | [ 64 ]        |
| 2006        | Souza                 | Brasil        | Goiás                | 17   | 30    | 0.57  | [ 65 ]        |
| 2007        | Josiel                | Brasil        | Paraná               | 20   | 36    | 0.55  | [ 66 ]        |
| 2008†       | Washington (2)        | Brasil        | Fluminense           | 21   | 28    | 0.75  | [ 67 ]        |
| 2008†       | Keirrison             | Brasil        | Coritiba             | 21   | 31    | 0.68  | [ 68 ]        |
| 2008†       | Kléber Pereira        | Brasil        | Santos               | 21   | 35    | 0.60  | [ 69 ]        |
| 2009†       | Adriano               | Brasil        | Flamengo§            | 19   | 30    | 0.63  | [ 70 ]        |
| 2009†       | Diego Tardelli        | Brasil        | Atlético Mineiro     | 19   | 33    | 0.58  | [ 71 ]        |
| 2010        | Jonas                 | Brasil        | Grêmio               | 23   | 33    | 0.70  | [ 72 ]        |
| 2011        | Borges                | Brasil        | Santos               | 23   | 31    | 0.74  | [ 73 ]        |
| 2012        | Fred                  | Brasil        | Fluminense§          | 20   | 28    | 0.71  | [ 74 ]        |
| 2013        | Éderson               | Brasil        | Athletico Paranaense | 21   | 36    | 0.58  | [ 75 ]        |
| 2014        | Fred (2)              | Brasil        | Fluminense           | 18   | 28    | 0.64  | [ 76 ]        |
| 2015        | Ricardo Oliveira      | Brasil        | Santos               | 20   | 32    | 0.63  | [ 77 ]        |
| 2016†       | Fred (3)#             | Brasil        | Fluminense           | 2    | 6     | 0.41  | [ 78 ]        |
| 2016†       | Fred (3)#             | Brasil        | Atlético Mineiro     | 12   | 28    | 0.41  | [ 78 ]        |
| 2016†       | William Pottker       | Brasil        | Ponte Preta          | 14   | 31    | 0.45  | [ 79 ]        |
| 2016†       | Diego Souza           | Brasil        | Sport                | 14   | 34    | 0.41  | [ 80 ]        |
| 2017†       | Jô                    | Brasil        | Corinthians          | 18   | 34    | 0.53  | [ 81 ]        |
| 2017†       | Henrique Dourado      | Brasil        | Fluminense           | 18   | 32    | 0.56  | [ 82 ]        |
| 2018        | Gabigol               | Brasil        | Santos               | 18   | 35    | 0.51  | [ 83 ]        |
| 2019        | Gabigol (2)           | Brasil        | Flamengo§            | 25   | 29    | 0.86  | [ 84 ]        |
| 2020†       | Luciano               | Brasil        | São Paulo            | 18   | 32    | 0.56  | [ 85 ]        |
| 2020†       | Claudinho             | Brasil        | Red Bull Bragantino  | 18   | 35    | 0.51  | [ 86 ]        |
| 2021        | Hulk                  | Brasil        | Atlético Mineiro§    | 19   | 35    | 0.54  | [ 87 ] [ 88 ] |
| 2022        | Cano                  | Argentina     | Fluminense           | 26   | 38    | 0.68  | [ 89 ]        |
| 2023        | Paulinho              | Brasil        | Atlético Mineiro     | 20   | 36    | 0.55  | [ 90 ]        |
| 2024†       | Yuri Alberto          | Brasil        | Corinthians          | 15   | 29    | 0.51  |               |
| 2024†       | Alerrandro            | Brasil        | Vitória              | 15   | 34    | 0.44  |               |

## Por jogador

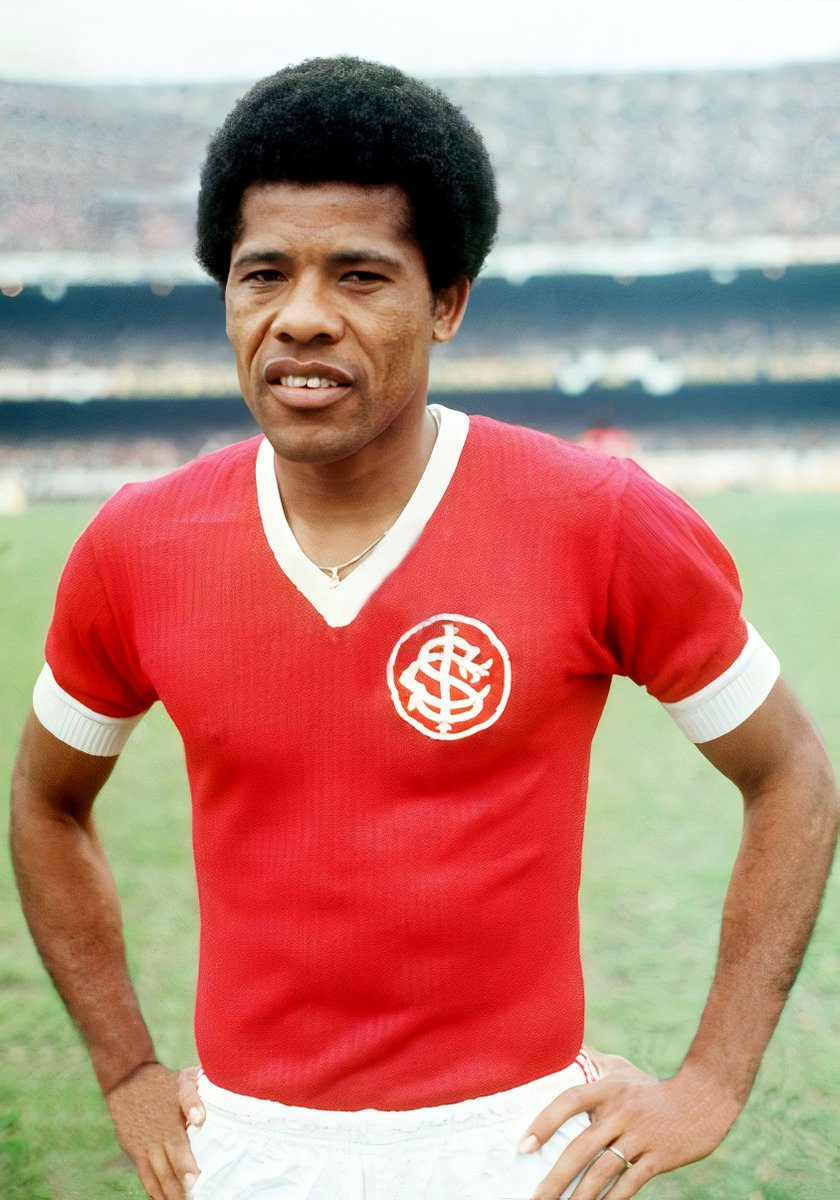
Dadá é o jogador, ao lado de Túlio e Fred, mais vezes artilheiro da competição, com 3 artilharias.

Atualizado em 13 de novembro de 2022.
| Vezes artilheiro | Jogador           | Nacionalidade | Edições           |
| ---------------- | ----------------- | ------------- | ----------------- |
| 3                | Dadá Maravilha    | Brasil        | 1971, 1972 e 1976 |
| 3                | Túlio Maravilha   | Brasil        | 1989, 1994 e 1995 |
| 3                | Fred              | Brasil        | 2012, 2014 e 2016 |
| 2                | Pelé              | Brasil        | 1961 e 1964       |
| 2                | Bita              | Brasil        | 1965 e 1966       |
| 2                | Toninho Guerreiro | Brasil        | 1966 e RGP - 1968 |
| 2                | Zico              | Brasil        | 1980 e 1982       |
| 2                | Roberto Dinamite  | Brasil        | 1974 e 1984       |
| 2                | Romário           | Brasil        | 2001 e 2005       |
| 2                | Washington        | Brasil        | 2004 e 2008       |
| 2                | Gabigol           | Brasil        | 2018 e 2019       |

## Por clube
Atualizado em 8 de dezembro de 2024.
| Clube                | Total de artilharias | Edições                                                                            |
| -------------------- | -------------------- | ---------------------------------------------------------------------------------- |
| Santos               | 13                   | 1961, 1962, 1964, 1966, RGP - 1968, 1983, 1991, 1993, 1998, 2008, 2011, 2015, 2018 |
| Atlético Mineiro     | 10                   | 1937, 1971, 1972, 1977, 1996, 1999, 2009, 2016, 2021, 2023                         |
| Vasco da Gama        | 7                    | 1974, 1978, 1984, 1992, 1997, 2001, 2005                                           |
| Flamengo             | 6                    | RGP - 1967, 1980, 1981, 1982, 2009, 2019                                           |
| Fluminense           | 6                    | 2008, 2012, 2014, 2016, 2017, 2022                                                 |
| São Paulo            | 5                    | 1972, 1986, 1987, 2002, 2020                                                       |
| Internacional        | 3                    | 1975, 1976, 1988                                                                   |
| Botafogo             | 3                    | TB - 1968, 1994, 1995                                                              |
| Goiás                | 3                    | 1989, 2003, 2006                                                                   |
| Grêmio               | 3                    | 1996, 2002, 2010                                                                   |
| Náutico              | 2                    | 1965, 1966                                                                         |
| America              | 2                    | 1969, 1979                                                                         |
| Bahia                | 2                    | 1959, 1990                                                                         |
| Guarani              | 2                    | 1985, 1994                                                                         |
| Athletico Paranaense | 2                    | 2004, 2013                                                                         |
| Corinthians          | 2                    | 2017, 2024                                                                         |
| Fortaleza            | 1                    | 1960                                                                               |
| Confiança            | 1                    | 1963                                                                               |
| Treze                | 1                    | TB - 1967                                                                          |
| Palmeiras            | 1                    | RGP - 1967                                                                         |
| Cruzeiro             | 1                    | 1970                                                                               |
| Santa Cruz           | 1                    | 1973                                                                               |
| São Caetano          | 1                    | 2000                                                                               |
| Paraná               | 1                    | 2007                                                                               |
| Coritiba             | 1                    | 2008                                                                               |
| Ponte Preta          | 1                    | 2016                                                                               |
| Sport                | 1                    | 2016                                                                               |
| Bragantino           | 1                    | 2020                                                                               |
| Vitória              | 1                    | 2024                                                                               |